# Vorderskopf
Der Vorderskopf ist ein 1858 m ü. A. hoher Berg im Karwendel westlich über dem Rißtal in Tirol.
Der Gipfel ist als unschwierige Bergwanderung vom Rißtal zu erreichen. Auf dem Gipfel steht auf der großen Gipfelwiese ein kleines Gipfelkreuz.
Der Vorderskopf steht unter Naturschutz.

## Bildergalerie

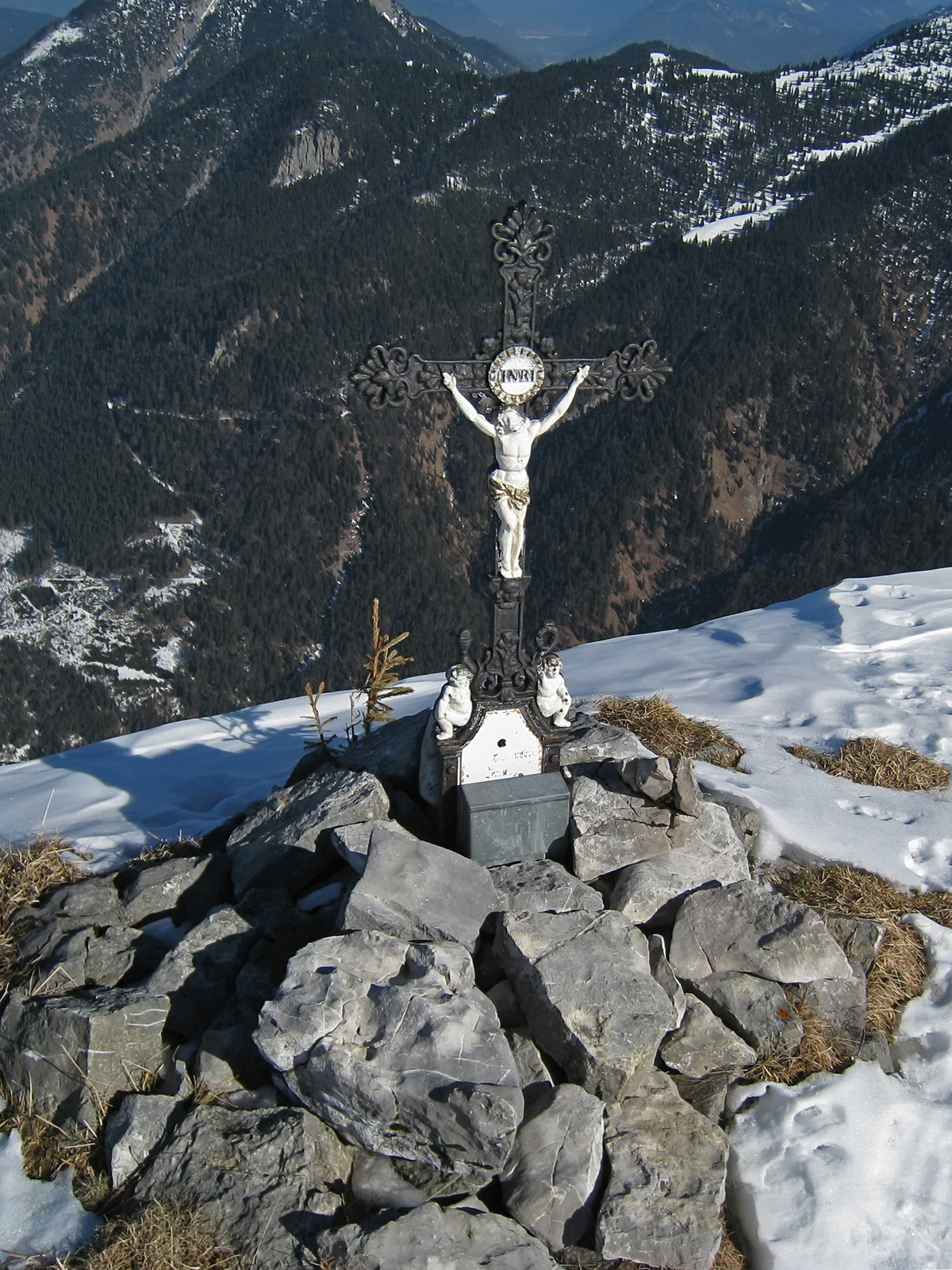
Gipfel des Vorderskopf
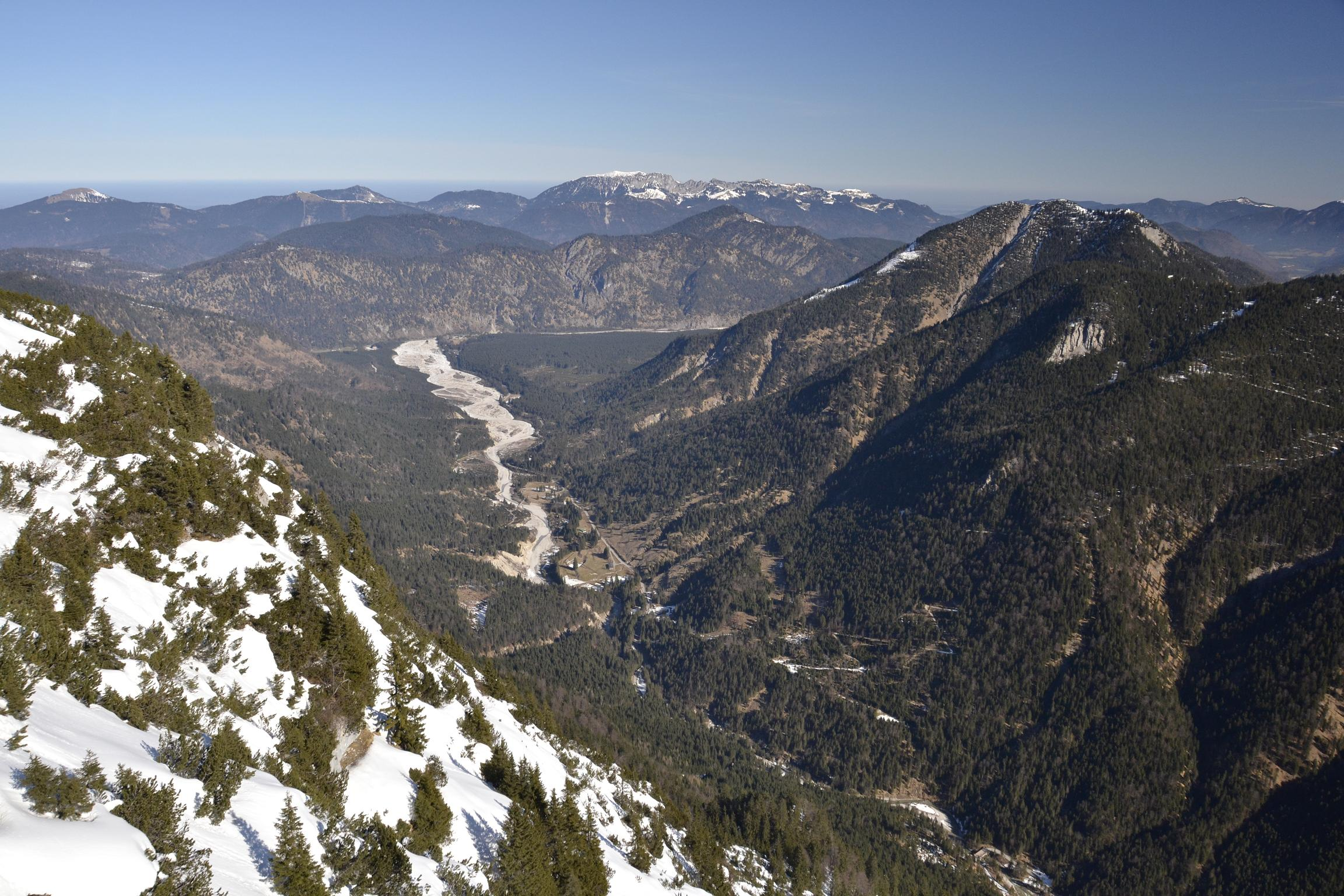
Blick vom Gipfel nach Norden ins Rißtal. In der Bildmitte im Hintergrund die Benediktenwand.